# Georges Bétemps
Pour les articles homonymes, voir Bétemps.
Georges Bétemps, né le 19 février 1921 à Paris et décédé le 18 avril 1992, est un dessinateur, peintre et graveur de timbres-poste français. Il a dessiné ou gravé plus de 1500 timbres pour les administrations postales françaises (métropole, colonies avant et après leur indépendance) et étrangères.

## Biographie
Georges Bétemps a étudié à l'école Estienne puis à l'école des beaux-arts de Bordeaux qu'il abandonne au cours de l'année 1941 pour rejoindre à la Résistance.

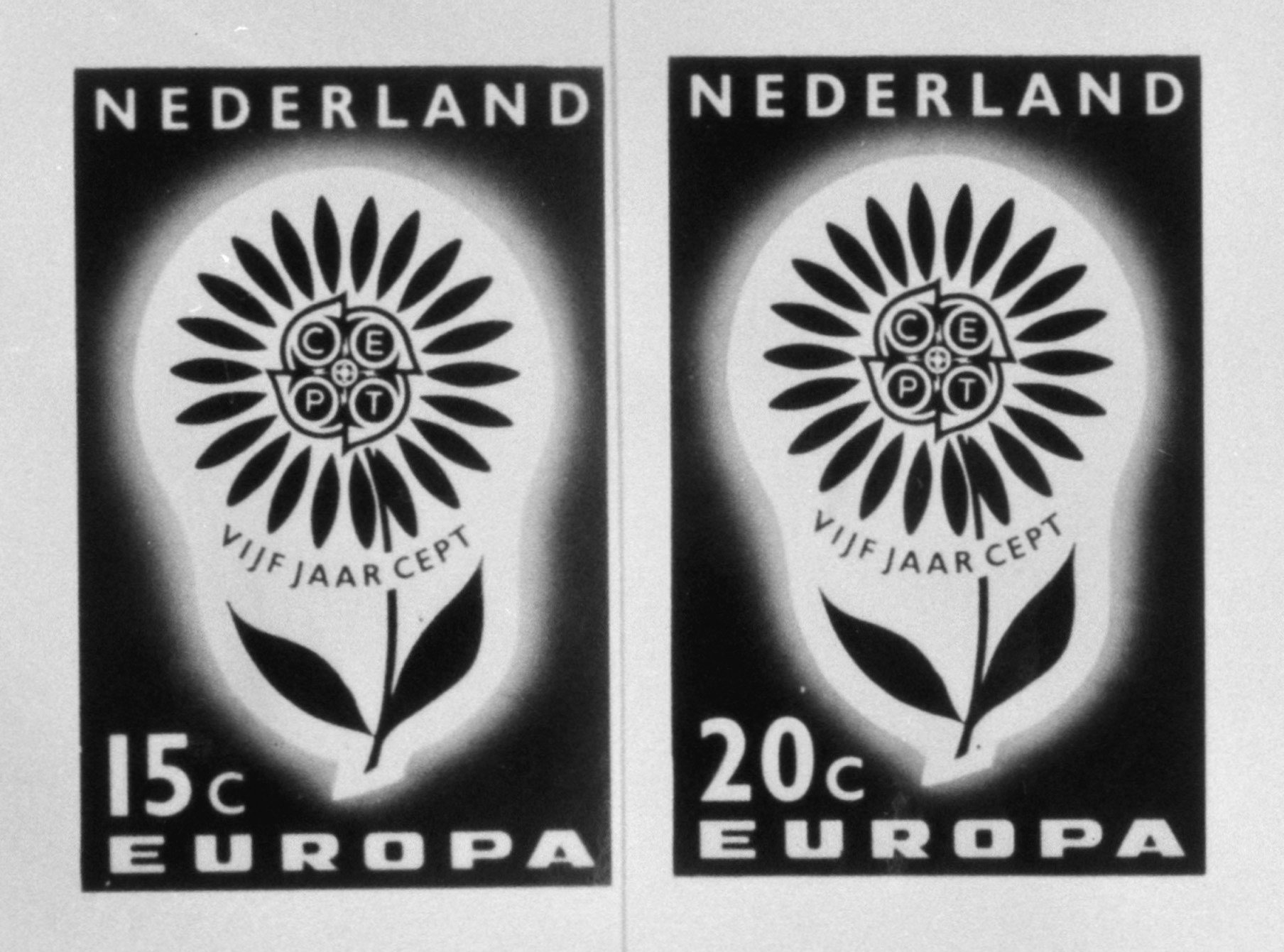
Timbres Europa créés par George Botemps (1964).

Peu après la libération en 1946, il grave son premier timbre français.
À l'occasion du 500ème anniversaire de la première ascension du mont Aiguille (Isère), il dessine et grave le timbre intitulé 1492, première ascension du mont Aiguille (Isère). Décédé peu après, ce timbre est sa dernière réalisation.

## Récompense
- En 1990, Grand Prix de l'art philatélique pour les TOM (timbre Monde Maori de Polynésie Française).